# Hyporthodus flavolimbatus
Hyporthodus flavolimbatus là một loài cá biển thuộc chi Hyporthodus trong họ Cá mú. Loài này được mô tả lần đầu tiên vào năm 1865.

## Phân bố và môi trường sống
H. flavolimbatus có phạm vi phân bố rộng rãi ở Tây Đại Tây Dương. Loài này được tìm thấy từ bang Bắc Carolina (Hoa Kỳ), dọc theo bờ biển đông nam Hoa Kỳ, trải dài xuống khắp vịnh Mexico (trừ Đại Antilles) và biển Caribe (từ Puerto Rico đến Tobago); đến Guiana thuộc Pháp. Ở Nam Mỹ, có mặt ở ngoài khơi Brazil, từ vĩ tuyến 12°N đến Rio Grande do Sul. Loài này có thể xuất hiện ở khu vực giữa Guiana thuộc Pháp và Brazil. H. flavolimbatus sống đơn độc xung quanh các rạn san hô và đá ngầm ở đáy bùn - cát, độ sâu khoảng từ 30 đến 370 m.
H. flavolimbatus bị đánh bắt quá mức ở hầu hết phạm vi phân bố của loài này. Từ năm 1975 đến 2009, số lượng của H. flavolimbatus đã giảm khoảng 68% ở vịnh Mexico. Tại Brazil, từ năm 1996 đến 2006, khoảng 84 đến 96% số lượng loài này đã biến mất. Vì lý do đó mà H. flavolimbatus được xếp vào Loài sắp nguy cấp.

## Mô tả
H. flavolimbatus trưởng thành có chiều dài cơ thể lớn nhất được ghi nhận là 125 cm; cá mái chuyển thành cá đực khi đạt chiều dài khoảng 81 cm. Cá thể sống thọ nhất được biết đến cho đến nay là 85 năm tuổi.
Số gai ở vây lưng: 11; Số tia vây mềm ở vây lưng: 13 - 15; Số gai ở vây hậu môn: 3; Số tia vây mềm ở vây hậu môn: 9; Số tia vây mềm ở vây ngực: 18 - 19; Số vảy đường bên: 65; Số lược mang: 23 - 25.